# Ньиверкерк-ан-ден-Эйссел

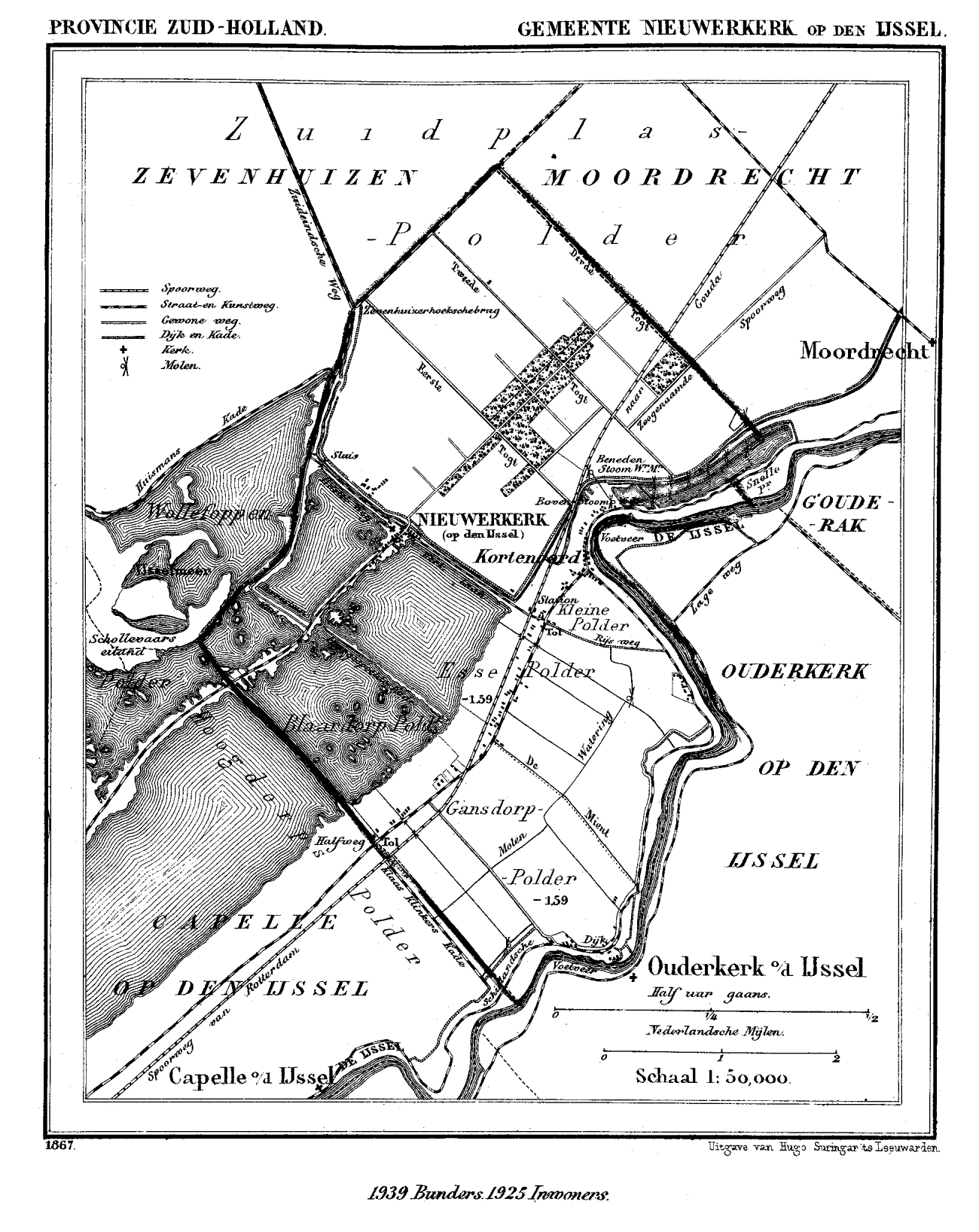
Карта города на 1867 год

Ньюверкерк-ан-ден-Эйссел (нидерл. Nieuwerkerk aan den IJssel) — нидерландский город и бывшая община, ныне расположенный в общине Зёйдплас провинции Южная Голландия.

## История
Город был основан, вероятно, около 1250 года. Первое упоминание о нём относится к 1282 году. Изначально поселение формировалось на горе между мелководными озёрами, являвшимися результатом сбора торфа; в 1839 и 1866 годах озёра были превращены в польдеры.
Между Роттердамом и Гаудой в 1855 году была построена железная дорога, что привело к росту села. Другие периоды быстрого развития последовали после Второй мировой войны и в начале 1980-х.
Во время потопа 1953 года в Северном море сломалась дамба у реки, и мэру города удалось успешно решить проблему, направив в разлом баржу.